# Папин, Василий Викторович
Василий Викторович Папин (род. 21 сентября 1988, Москва) — российский шахматист, гроссмейстер (2011).

## Биография
Родился 21 сентября 1988 года в городе Москве.
С 14 лет проживает в Ростовской области в городе Шахты.
На командном чемпионате Германии 2013/14 сыграл две партии за клуб «СФ 1930 Хокенхайм», его клуб стал бронзовым призёром турнира.

## Основные достижения
Чемпион Европы по блицу среди юниоров.

Чемпион Ростовской области по классическим шахматам и блицу.

Бронзовый призёр чемпионата Москвы по блицу — 2010. 

Бронзовый призёр чемпионатов мира среди студентов — 2010, 2012

Бронзовый призёр чемпионата России среди студентов (Москва — 2010). 

Серебряный призёр чемпионата России среди студентов (Туапсе — 2011). 

Победитель открытого кубка РГСУ среди студентов «Moscow Open-2012». 

Победитель открытого чемпионата Австралии по быстрым шахматам (Аделаида — 2012).
В 2010 году признан лучшим шахматистом Ростовской области.

## Изменения рейтинга
| Графики недоступны из-за технических проблем. См. информацию на Фабрикаторе и на mediawiki.org. |